# Megamax
Megamax byla dětská satelitní a kabelová televizní stanice vysílající program se zaměřením na kluky ve věku od 8 do 12 let. Vysílání bylo bez reklam. Megamax vysílal jednotnou verzi pro maďarský, český, slovenský a rumunský trh. Provozovatelem stanice byla společnost AMC Networks International - Central Europe se sídlem v Praze. Program Megamaxu byl sestaven z dobrodružných, akčních, fantazijních a humorných pořadů, přičemž alespoň 60% produkce tvořila animovaná tvorba. Maskoti stanice byli dva roboti z jiné dimenze s názvy Spart-e a I-ron, jež se objevovali ve znělkách.  

## Historie
Provozovatel stanice Chello Central Europe spustil vysílání dětského kanálu Megamax 18. dubna 2011 v 16 hodin v kabelové síti a u satelitního operátora T-Home v Maďarsku. Vysílací čas byl od 16 do 22 hodiny, ve zbývajícím čase ho střídal program Zone Club.

V následujících měsících došlo k postupnému rozšiřování vysílacího času. Od 1. září 2011 Megamax vysílal již od 13:00 a od 1. prosince 2011 od 7:00 hodiny. 
Od února 2012 zahájila satelitní platforma UPC Direct šíření Megamaxu pro maďarský trh   .
Po úspěšném startu v Maďarsku Megamax expandoval 19. listopadu 2012 na rumunský trh s kanálem Megamax Romania a od 1. prosince 2012 také na český a slovenský trh ve společné česko-maďarské verzi. Společná česko-maďarská verze s výlučně českou zvukovou stopou byla distribuována prostřednictvím satelitu Telstar 12. Kanál byl od prvního dne šířen prostřednictvím kabelových sítí Smart Comp, Planet A a ve slovenské UPC Broadband Slovakia.
 
V téže roce zahájil provozovatel v kabelových sítích v Maďarsku šíření interaktivní služby Megamax On Demond .
O rok později byly spuštěny webové stránky Megamaxu v české a maďarské verzi a také byl kanál zařazen do kabelové sítě UPC Česká republika (nabídka Komfort, balíček Relax), do sítí IPTV operátorů O2TV (balíček Děti) v České republice a FiberTV na Slovensku a objevil se také v satelitní platformě Magio Sat.    
 .
V srpnu 2013 provozovatel stanice Chello Central Europe provedl změny v šíření distribučního signálu stanice, kdy vysílání přes družici Telstar 12 nahradil vysíláním přes družici Thor 5 na 0,8° W  .
V únoru 2014 společnost Liberty Global odprodala aktiva společnosti Chellomedia americké společnosti AMC Networks. K oficiálnímu přejmenování společnosti na AMC Networks International došlo 8. července 2014.  
Dne 1. října 2014 došlo k ukončení vysílání samostatné rumunské verze Megamaxu, která byla sloučena s verzí pro český, slovenský a maďarský trh. Zároveň bylo zahájeno nepřetržité vysílání, kdy mezi 22 a 7 hodinou ranní byl čas vyplněn upoutávkami.  
4. listopadu 2019 byl vyhlášen konec vysílání Megamaxu. Důvodem bylo to, že se kanálu nepodařilo získat vyšší publikum pro maďarskou reklamu.

## Vysílací čas
Následující tabulky zachycují úpravy vysílacího času u televizních programů Megamax a Megamax Romania.

### Megamax (Střední Evropa)
| Datum změny | Vysílací čas  |
| ----------- | ------------- |
| 31.8.2011   | 16:00 - 22:00 |
| 1.9.2011    | 13:00 - 22:00 |
| 1.12.2011   | 7:00 - 22:00  |
| 1.10.2014   | 24 hodin      |

### Megamax (Rumunsko)
| Datum změny | Vysílací čas  |
| ----------- | ------------- |
| 19.11.2012  | 16:00 - 22:00 |
| 22.12.2012  | 13:00 - 22:00 |
| 1.4.2013    | 7:00 - 22:00  |
| 15.1.2015   | 24 hodin      |

## Filmy a seriály

### Seriály

#### Animované
- Angry Birds Toons
- Angry Birds Stella
- Baskeťáci
- Bernard
- Cyboards
- Deliah & Julius
- Dex Hamilton
- Erky Perky
- Evoluce
- Extrémní fotbal
- Freefonix
- G.I.Joe - Odpadlíci
- Galactik Football
- Gormiti
- Grojband
- Hero Factory
- Hot Wheels: Bojová pětka
- Huntik
- Iron Kid
- Invaze Planktonu
- Kasper a Imp
- Kong
- Kroniky Metta Hattera
- Kód Lyoko
- Legenda o drakovi
- Legenda o Enyovi
- Lego Legendy Chima
- Leon
- Léto na vlnách
- Linkeři
- Magi-Nation
- Max Steel
- Mazané kočky
- Metajets
- Můj velký kamarád
- Nekoonečné
- Nevidiřata
- Neviditelný muž
- Lego Ninjago
- Nutri Ventures: Hledání 7 království
- Ochránci snů
- Ohrožené druhy
- Oskarovi pomocníci
- PAC-MAN a strašidelná dobrodružství
- Pakův děsivý Helouvín
- Pánové času
- Piggy Tales
- Pokémon
- Pouliční fotbal
- Saladin
- Simon's Cat
- Skyland
- Slugterra
- Sonic Boom
- Speed Racer: Nová generace
- Super pecky
- Super 4
- Šťavné ovoce Santa Paka
- Tara Duncan

- Téměř nahá zvířátka
- Tony Hawk
- Transformers
- Transformers: Armáda
- Transformers: Cybertron
- Transformers: Energon

- Vesmírní lovci Dorků
- Veverka Strašpytel
- Voltron Force
- Wolverine a X-meni
- Yu-Gi-Oh! Arc-V
- Yu-Gi-Oh! Zexal
- Zekova kouzelná podložka
- Zip Zip
- Zorro: Generation Z

#### Hrané
- Avatars
- Báječná parta
- Dark Oracle
- Gaming Show
- Ghost Rockets
- Holka vs. kluk
- Jak je kanci!
- Kamen Rider: Dragon Knight
- Mé pravé já
- Mr Young
- Mudpit
- Nejhorší rok mého života
- Pirátské vysílání
- Poslední novinky
- Ready for this
- Rox
- Sam Fox: Extrémní dobrodružství
- Sloní princezna
- Stanley Dynamic
- Stomworld
- Střední škola
- Střední škola Blue Water
- Tajemství projektu Sparticle
- Tvůj oblíbený seriál
- Wannabes
- Záhady starověkého Říma
- ZOO v krabici

### Filmy
- Bionicle: Zrození legendy
- Dex Hamilton
- Lego: Clutch Powers zasahuje
- PAC MAN se strašidelnými postavami
- Slugterra

### Dokumenty
- Predátoři pod lupou
- Vražedných šedesát
- Vražedných Top 10

## Statistiky programu české verze
Po ukončení vysílání stanice byly na základě dat FDb.cz vytvořeny žebříčky nejčastěji a nejméně vkládaných pořadů do programu české mutace, ale v datech FDb chybí přibližně 3 procenta dat (necelé 4 měsíce ze 7 let vysílání stanice), takže skutečné pořadí může být mírně odlišné. Údaje jsou seřazeny podle počtu výskytů v programu. 
Druhým nejčastějším pořadem na stanici je podle dat FDb, Maggie a Bianca - Módní návrhářky, zaměřený na dívčí publikum, ač byla stanice zaměřená pro kluky.

### Nejčastěji umisťované pořady do programu české verze Megamaxu
| Pořadí | Název                             | Počet výskytů |
| ------ | --------------------------------- | ------------- |
| 1.     | The Avatars                       | 10 663        |
| 2.     | Maggie a Bianca - Módní návrhářky | 8 875         |
| 3.     | Chuckovy možnosti                 | 6 553         |
| 4.     | Oskarovi pomocníci                | 6 039         |
| 5.     | Střední škola Blue Water          | 4 202         |
| 6.     | Střední škola Degrassi            | 4 069         |
| 7.     | LEGO Legendy Chima                | 3 509         |
| 8.     | Sviští bratři                     | 3 138         |
| 9.     | Šprti a příšery                   | 3 055         |
| 10.    | Taneční Akademie                  | 2 874         |
| Zdroj: |                                   |               |

### Nejméně umísťované pořady v programu české verze Megamaxu
Největší problém pro analýzu dat udělalo neúplné označení Slugterra filmů. Někdy byly filmy v programu napsány pod svým názvem a jindy jako Slugterra Specials bez specifikování o jaký film se přesně jedná. Pro snazší přehlednout je zveřejněna verze žebříčku, kde pojmenované filmy byly započítány k nespecifikovaným pod novým jménem Filmy Slugterra po vzoru názvu v upoutávkách.
Žebříček je stále z dat FDb.cz, v kterých chybějí zruba 3 procenta dat, takže skutečnost může být mírně odlišná.
| Pozice | Název                                    | Počet výskytů |
| ------ | ---------------------------------------- | ------------- |
| 1.     | Šťavné ovoce Santa Paka                  | 6             |
| 2.     | Pakův děsivý Helouvín                    | 8             |
| 3.     | Lego: Clutch Powers Zasahuje             | 12            |
| 3.     | Bionicle: Zrození Legendy                | 12            |
| 5.     | Vražedných Top 10                        | 28            |
| 6.     | Filmy Slugterra                          | 41            |
| 7.     | Predátoři pod lupou                      | 42            |
| 8.     | Záhady starověkého Říma                  | 57            |
| 9.     | Evoluce (Evolution: The Animated Series) | 78            |
| 9.     | Neviditelný muž                          | 78            |
| 9.     | Pánové času                              | 78            |
| 9.     | Iron Kid                                 | 78            |
| 9.     | Voltron - Třetí dimenze                  | 78            |
| 14.    | Špičkový tým                             | 91            |
| Zdroj: |                                          |               |

Podle dat FDb můžeme usoudit, že dokumentární pořady nebyly na dětské placené stanici Megamax moc populární, jelikož všechny se umístili v žebříčku pro nejméně umisťované pořady. Jedinou výjimkou je seriál Vražedných 60, což z něho dělá nejčastěji vysílaný dokument na Megamaxu podle dat FDb. Je zároveň poslední dokumentární pořad, který Megamax odvysílal.

## Dostupnost

### Satelitní vysílání
Aktuální seznam satelitních platforem, na kterých byl nabízen program Megamax .
| Družice           | Frekvence (GHz), SR, FEC | Platforma                                             | Kódování                                    | Vysílací čas (SEČ) | Poznámka                                   |
| ----------------- | ------------------------ | ----------------------------------------------------- | ------------------------------------------- | ------------------ | ------------------------------------------ |
| Astra 5B (31.5°E) | 12.090/V, 30000, 3/4     | Orange România                                        | Viaccess 5.0                                | 24 hodin           | Pouze v maďarštině                         |
| Thor 5 (0.8°W)    | 12.188/V, 28000, 7/8     | Digi TV, Focus Sat, Freesat by UPC Direct, UPC Direct | Conax, CryptoWorks, Irdeto 2, Nagravision 3 | 24 hodin           | Dostupný v maďarštině, češtině, rumunštině |
| Amos 3 (4.0°W)    | 10.758/V, 30000, 3/4     | T-Home                                                | Conax                                       | 24 hodin           | Pouze v maďarštině                         |

### Kabelová televize
Níže je uveden seznam kabelových sítí, ve kterých byl nabízen program Megamax .

#### Česko
- UPC Česká republika

#### Slovensko
- UPC Broadband Slovakia
- Digi Slovakia

### IPTV
Níže je uveden seznam IPTV operátorů, ve kterých byl nabízen program Megamax .

#### Česko
- NETBOX
- O2TV
- T-Mobile TV

#### Slovensko
- Orange Slovensko
- Slovanet